# Hakel südlich Kroppenstedt
Hakel südlich Kroppenstedt este o arie protejată (arie specială de conservare — SAC, sit de importanță comunitară — SCI) din Germania întinsă pe o suprafață de 1.323 ha, integral pe uscat.

## Localizare
Centrul sitului Hakel südlich Kroppenstedt este situat la coordonatele 51°52′57″N 11°20′15″E / 51.8825°N 11.3375°E.

## Înființare
Situl Hakel südlich Kroppenstedt a fost declarat sit de importanță comunitară în octombrie 2000 pentru a proteja 3 specii de animale. Situl a fost protejat și ca arie specială de conservare în decembrie 2018.

## Biodiversitate
Situată în ecoregiunea continentală, aria protejată conține 2 habitate naturale: Păduri de fag Asperulo-Fagetum, Păduri de stejar și carpen Galio-Carpinetum.
La baza desemnării sitului se află mai multe specii protejate:
- mamifere (2): liliac cârn (Barbastella barbastellus), liliac comun (Myotis myotis)
- nevertebrate (1): Osmoderma eremita Complex

Pe lângă speciile protejate, pe teritoriul sitului au mai fost identificate 5 specii de plante, 1 specie de amfibieni, 5 specii de mamifere, 2 specii de nevertebrate.